# جورج كريمر (سياسي)
جورج كريمر هو محامي وسياسي أمريكي، ولد في 21 نوفمبر 1775 في ميدلتاون (بنسيلفانيا) في الولايات المتحدة، وتوفي في 11 سبتمبر 1854 في ميدلبورغ في الولايات المتحدة. نشط حزبياً في الحزب الديمقراطي. وقد انتخب عضو مجلس نواب بنسيلفانيا ‏ وانتخب عضو مجلس النواب الأمريكي.